# Mayly Sánchez
Mayly Sánchez là một nhà vật lý hạt sinh ra tại Venezuela, nghiên cứu tại Đại học Bang Iowa. Vào năm 2011, bà được trao giải Presidential Early Career Awards for Scientists and Engineers (PECASE), vinh dự cao nhất được trao bởi Hoa Kỳ cho các nhà khoa học mới bắt đầu, những người còn đang trong những giai đoạn đầu của sự nghiệp nghiên cứu của mình. Vào năm 2013, bà được vinh danh bởi BBC là một trong mười nhà khoa học đứng đầu tại Mỹ Latin.

## Tiểu sử
Mayly Sánchez sinh ra tại Caracas, Venezuela và cùng gia đình mình chuyển tới Mérida, Venezuela vào năm 13 tuổi. Bà theo học trường phổ thông tại Colegio Fátima và học đại học tại Universidad de Los Andes, ULA tại Mérida. Bà hoàn thành chương trình cử nhân chuyên ngành vật lý vào năm 1995, và giành được học bổng thạc sĩ tại International Centre for Theoretical Physics tại Trieste, Italy. Lấy bằng chuyên ngành vật lý năng lượng cao vào năm 1996, bà được nhận vào một chương trình tiến sĩ tại Đại học Tufts University ngoại ô Boston, Massachusetts và hoàn thành hệ Tiến sĩ vào năm 2003.
Sau khi tốt nghiệp, Sánchez làm việc với tư cách là một nhà nghiên cứu hậu tiến sĩ tại Đại học Harvard. Vào năm 2007 bà được thuê làm nhà vật lý học trợ lý tại Phòng thí nghiệm Quốc gia Argonne thuộc Viện Năng lượng Hoa Kỳ. Năm 2009 bà gia nhập đội ngũ giảng viên của Đại học Bang Iowa, nơi mà hiện giờ bà là Phó giáo sư chuyên ngành Vật lý và Thiên văn và Cassling Family Professor.